# Cyanophyceae
Cyanophyceae é uma classe de algas pertencente ao filo Cyanobacteria.
A autoridade científica da subclasse é Schaffner, tendo sido descrita no ano de 1909.
Segundo o AlgaeBase possui 3671 espécies descritas, distribuídas por várias sublasses e ordens:
- - Ordem Stigonematales
- Subclasse incertae sedis (11 espécies)
- Subclasse Gloeobacterophycidae
  - Ordem Gloeobacterales
- Subclasse Nostocophycideae
  - Ordem Nostocales
- Subclasse Oscillatoriophycideae
  - Ordem Chroococcales
  - Ordem Oscillatoriales
- Subclasse Synechococcophycideae
  - Ordem Pseudanabaenales
  - Ordem Synechococcales

Por vezes o termo Cyanophyceae é usado como sinónimo de Cyanobacteria.